# Carly Gullickson
Carly Gullickson (ur. 26 listopada 1986 w Cincinnati) – amerykańska tenisistka, zwyciężczyni US Open 2009 w grze mieszanej.
Jest córką byłego baseballisty, Billa Gullicksona. Ma młodszą siostrę, Chelsey, która także gra w tenisa.

## Kariera tenisowa
Zawodową tenisistką Gullickson była w latach 2003–2013.
Amerykanka jest triumfatorką dwóch imprez WTA Tour w grze podwójnej i raz osiągnęła finał. W konkurencji gry mieszanej wygrała wspólnie z Travisem Parrottem US Open 2009 w finale pokonując Carę Black i Leandera Paesa.
Najwyżej klasyfikowana była na 123. miejscu w rankingu singlowym (20 lipca 2009) oraz na 52. w rankingu deblowym (3 kwietnia 2006).

## Finały turniejów WTA
| Legenda                     | Legenda |
| --------------------------- | ------- |
| Wielki Szlem                |         |
| Igrzyska olimpijskie        |         |
| WTA Tour Championships      |         |
| 1988 – 2008                 |         |
| Kategoria I                 |         |
| Kategoria II                |         |
| Kategoria III               |         |
| Kategoria IV                |         |
| Kategoria V                 |         |
| 2009 – 2020                 |         |
| WTA Premier Mandatory       |         |
| WTA Premier 5               |         |
| WTA Premier                 |         |
| WTA International Series    |         |
| WTA 125K series (2012–2020) |         |

### Gra podwójna (2–1)
| Końcowy wynik | Nr | Data             | Turniej | Nawierzchnia    | Partnerka            | Przeciwniczki               | Wynik finału |
| ------------- | -- | ---------------- | ------- | --------------- | -------------------- | --------------------------- | ------------ |
| Zwyciężczyni  | 1. | 7 listopada 2004 | Québec  | Dywanowa (hala) | María Emilia Salerni | Els Callens Samantha Stosur | 7:5, 7:5     |
| Zwyciężczyni  | 2. | 5 listopada 2006 | Québec  | Dywanowa (hala) | Laura Granville      | Jill Craybas Alina Żydkowa  | 6:3, 6:4     |
| Finalistka    | 1. | 27 września 2009 | Seul    | Twarda          | Nicole Kriz          | Latisha Chan Abigail Spears | 3:6, 4:6     |

### Gra mieszana (1–0)
| Końcowy wynik | Nr | Data             | Turniej | Nawierzchnia | Partner        | Przeciwnicy             | Wynik finału |
| ------------- | -- | ---------------- | ------- | ------------ | -------------- | ----------------------- | ------------ |
| Zwyciężczyni  | 1. | 12 września 2009 | US Open | Twarda       | Travis Parrott | Cara Black Leander Paes | 6:2, 6:4     |

## Wygrane turnieje rangi ITF

### Gra pojedyncza
|    | Data       | Turniej         | Kat. | ($)    | Naw.   | Mistrzyni               | Wynik         |
| 1. | 17/05/2005 | Charlottesville | ITF  | 50 000 | twarda | Varvara Lepchenko       | 6:4, 6:4      |
| 1. | 31/03/2008 | Hammond         | ITF  | 25 000 | twarda | Margalita Czachnaszwili | 6:4, 4:6, 6:4 |